# Мирвода Ніна Миколаївна
Мирвода Ніна Миколаївна — (нар. 23 січня 1969, с. Товкачівка, Прилуцький район, Чернігівська область) — співачка, сопрано, солістка Академічного ансамблю пісні і танцю Державної прикордонної служби України, Народна артистка України.

## Життєпис
Ніна Мирвода народилася на Чернігівщині. Перший виступ на сцені майбутньої співачки відбувся у одному з Будинків культури у п'ятилітньому віці. Після закінчення восьмого класу середньої школи в рідному селі Товкачівка, Прилуцького району, вступила до Київського музичного училища імені Рейнгольда Глієра, яке закінчила в 1989 році (викладач Л. Новикова). Володіє голосом із яскравим національним колоритом, акторською майстерністю.
Спочатку працювала у створеному в 1988 році Київському академічному театрі українського фольклору «Берегиня», з яким виступала у багатьох країнах світу. Співала в хорі, а згодом виступала і як солістка. Від 2000 року стала провідною солісткою Академічного ансамблю пісні і танцю Державної прикордонної служби України. У 2006 році їй присвоїли звання Заслужена артистка України.
Співпрацює з композиторами Олександром Злотником, Павлом Мрежуком, Мар'яном Гаденком, О. Бурмицьким; з поетами Андрієм Демиденком, Зоєю Кучерявою, Ганною Чубач та ін.

## Альбоми
- 2021 — Солодкі сльози (12 пісень, 43 хв)[2]
- 2021 — Я ще погуляю (12 пісень, 46 хв)[3]
- 2021 — Ти не вір очам (1 пісня, 2 хв)[4]
- 2021 — Люби мене (13 пісень, 48 хв)[5]